# Kimula turquinensis
Kimula turquinensis is een hooiwagen uit de familie Minuidae.